# David Horowitz (Musiker)
David Joel Horowitz (* 29. Juli 1942 in Brooklyn; † 6. April 2020 in New York City) war ein US-amerikanischer Musiker (Piano, Keyboard, Komposition, Arrangement), der sich sowohl im Jazz als auch in der Filmmusik betätigte.

## Leben und Wirken
Horowitz war musikalisch ein frühreifes Kind, das im Alter von drei Jahren anfing, nach Gehör Klavier zu spielen. Er erhielt zunächst keinen Klavierunterricht, studierte aber dann in New York Klavier, Musiktheorie und Komposition bei Lennie Tristano (1960–63), Hall Overton (1963–65) und Mischa Portnoff. Im College leitete er das Dave Horowitz Jazz Quintet und begann bald, bei Sessions und Auftritten hauptsächlich als Arrangeur und Pianist zu arbeiten. Er tourte mit dem Folk-Sänger Tom Paxton durch Europa und die USA und komponierte auch zusammen mit Paxton.
Von 1964 bis 1977 war Horowitz in der Jazzszene als Synthesizer- und Keyboardspieler tätig. Zwischen 1964 und 1968 leitete er zusammen mit dem Saxophonisten Richard Grando eine Jazzcombo, der unter anderem Randy Brecker, Enrico Rava und Barre Phillips angehörten. Ab 1968 war er in New York als Studiomusiker tätig. Er war der Erste, der als „Synthesizer-Spieler des Jahres“ vom Down Beat Magazin ausgezeichnet wurde. Ab 1970 gehörte er zum Gil Evans Orchestra, mit dem er in der Carnegie Hall, dem Jazz at Lincoln Center Festival und in Jazzclubs auftrat. 1971 tourte er in Frankreich mit Alan Silva & His Celestrial Communication Orchestra. Von 1972 bis 1974 gehörte er zudem der Tony Williams Lifetime um den Schlagzeuger Tony Williams an (The Old Bum’s Rush, Polydor, 1972).
Zwischen 1972 und 1975 arbeitete er mit Joe Henderson (Black Is the Colour), Randy Weston (Blue Moses), Gil Evans (Svengali, There Comes a Time) und Enrico Rava (Pupa o Crisalide) Im Bereich des Jazz war er laut Tom Lord zwischen 1971 und 1975 an 21 Aufnahmesessions beteiligt. Von 1973 bis 1974 war Horowitz Composer in Residence auf der Arena Stage in Washington, DC. Er arrangierte und produzierte Alben für Peter Allen, Tom Paxton, Carol Hall, Gerri Granger und Webster Lewis.
1974 nahm Horowitz eine Studiosession für eine Werbekampagne an, was zum weiteren Engagement im Bereich der Werbung führte. 1979 gründete er  seine eigene Firma, David Horowitz Music Associates, Inc., die sich auf Musik für Werbung und Film spezialisiert hatte. Obwohl er nie aufhörte, für Fernsehen und Film zu komponieren, konzentrierte sich seine Arbeit hauptsächlich auf Orchester- und Jazz-Untermalungen. Über 32 Jahre lang komponierte Horowitz Tausende von Musikstücken und betreute Sessions und Filmaufnahmen für Kunden und Agenturen in New York. Zu seinen zahlreichen Auszeichnungen zählen sieben Clio Awards für die beste Originalmusik, der Grand Prix 1980 bei den International Film & Television Awards sowie zahlreiche Addy- und Andy-Auszeichnungen. Davids Kompositionen haben dazu beigetragen, den ersten Emmy-Award zu gewinnen, der jemals an einen Werbespot vergeben wurde. Seine Arbeiten befinden sich in der ständigen Sammlung des MoMA. David arbeitete mit einer Vielzahl von Prominenten zusammen, darunter B. B. King, Frank Sinatra Jr., Lou Rawls und Gladys Knight.
In den späten 1970er-Jahren nahm Horowitz an vielen Kunstprojekten teil, darunter an einer Reihe von Filmmusiken für die Avantgarde-Zusammenarbeit von Ian Hugo und Anaïs Nin sowie an einem Film mit der japanischen Pantomime Yass Hakoshima für WNET und anderen für WBGH Boston. Horowitz komponierte für beide die Originalmusik und arbeitete daran, eine Ballettpartitur mit Musik der Beach Boys für Twyla Tharpes Werk Deuce Coupe zusammenzustellen, das vom Joffrey Ballet in New York in Auftrag gegeben wurde. Zu dieser Zeit komponierte und orchestrierte er auch für den Komponisten Michael Small die Musik für den Spielfilm „Klute“ und die Originalpartitur für „Hu-Man“ mit Jeanne Moreau und Terence Stamp.
1997 begann Horowitz eine Reihe von jährlichen Konzerten in Rimini, mit einem großen Ensemble und Sängern aus New York, zu denen Künstler wie Lou Marini, Wayne Pedzwater, Jack Cavari, Ed Walsh, Buddy Williams, Tony Kadleck, David Mann und Vaneese Thomas gehörten. In Italien arbeitete er mit dem Singer-Songwriter Claudio Chieffo, mit dem er das  Album „Come La Rosa“ arrangierte und produzierte. Nach der Schließung seiner Firma im Jahr 2011 schrieb er Kompositionen für seine Enkelkinder und die Partitur für den Indie-Spielfilm „Patient 001“ (2018). Zuletzt nahm er einen Auftrag an, unter der Leitung von Evelyn Toester DeGraf einen Psalm von König David für den Ghostlight-Chor zu komponieren und arrangieren. Er starb Anfang April 2020 im Alter von 77 Jahren während der COVID-19-Pandemie in New York City an den Folgen einer SARS-CoV-2-Infektion.

## Filmografie
- 2003: Bun-Bun (Kurzfilm)
- 2004: Satan’s Little Helper
- 2018: Patient 001